# Damian Kugiel
Damian Kugiel (ur. 30 maja 1995 w Gdańsku) – polski piłkarz występujący na pozycji napastnika. Wychowanek Lechii Gdańsk, w swojej karierze grał także m.in. w Kotwicy Kołobrzeg, KS Chwaszczyno oraz w Bałtyku Gdynia. Z reprezentacją Polski do lat 17 zajął miejsca 3-4. na młodzieżowych Mistrzostwach Europy 2012.
Syn Roberta Kugiela, zawodnika m.in. ekstraklasowego Rakowa Częstochowa i Polonii Gdańsk.